# Copa LFP - FPF
La Copa LFP - FPF, también conocida como Copa de la Liga de Fútbol Profesional o simplemente Copa LFP, iba a ser una competición anual de copa nacional de fútbol en el Perú. El torneo seria disputado entre 36 equipos de la Liga 1, Liga 2 y Liga 3. El ganador hubiera clasificado a la Copa Sudamericana del año siguiente. 
No obstante, el 11 de febrero de 2025, se informo que la FPF había cancelado el torneo, sin dar muchos detalles a respecto, L1 Max en un comunicado señalo que en el año 2026 el torneo se iba a realizar.

## Historia
Se hicieron múltiples intentos, pero ninguno tuvo éxito, con muchas competiciones que se realizaban cada pocos años y duraban solo un par de temporadas. El Torneo del Inca y la Copa Bicentenario fueron los dos predecesores del torneo, pero fueron disueltos después de numerosas cancelaciones por parte de la Federación Peruana de Fútbol.
En 2024, la FPF anunció que en 2025 habrá una nueva competencia copera en Perú, inicialmente llamada Copa de la Liga Peruana. La competición se jugará con los equipos de Primera (Liga 1) y Segunda División (Liga 2), con equipos invitados de la Tercera División (Liga 3). Tendrá un formato similar a la Copa Argentina, siendo un torneo de ronda eliminatoria y actuando como un clasificatorio adicional para la Copa Sudamericana. Se jugará entre las fechas internacionales de la FIFA.
El 10 de diciembre de 2024 se anunció oficialmente el torneo con un nuevo nombre, Copa LFP - FPF. El logotipo y el trofeo del torneo tienen un parecido similar a la Copa Bicentenario, lo que posiblemente implique que el antiguo torneo ha tenido un cambio de nombre.

## Ediciones
| Edición | Campeón | Resultado                                                                                                   | Subcampeón                                                                                                  | Estadio Sede de la Final                                                                                    | |
| ------- | --- | --- | --- | --- | --- |
| 2025    | Cancelada por decisión de la Federación Peruana de Fútbol argumentando problemas contractuales televisivos. | Cancelada por decisión de la Federación Peruana de Fútbol argumentando problemas contractuales televisivos. | Cancelada por decisión de la Federación Peruana de Fútbol argumentando problemas contractuales televisivos. | Cancelada por decisión de la Federación Peruana de Fútbol argumentando problemas contractuales televisivos. | Cancelada por decisión de la Federación Peruana de Fútbol argumentando problemas contractuales televisivos. |
| 2026    | | | | | |

## Cancelación
El 11 de febrero de 2025 la FPF decidió cancelar el torneo sin indicar motivos. Se tenía planeado que este campeonato se dispute durante las fechas FIFA y el Mundial de Clubes.